# ميشيل قاولد
ميشيل قاولد (بالإنجليزية: Michelle Gould) هي لاعبة كرة الراح ‏ أمريكية، ولدت في 22 ديسمبر 1970.